# Pol Oriach
Pol Oriach Enjuanes (* 20. September 2002 in Albelda) ist ein spanischer Leichtathlet, der im Mittelstrecken- und Hindernislauf an den Start geht.

## Sportliche Laufbahn
Erste Erfahrungen bei internationalen Meisterschaften sammelte Pol Oriach im Jahr 2018, als er bei den U18-Europameisterschaften in Győr in 5:46,81 min die Silbermedaille über 2000 m Hindernis gewann. Daraufhin nahm er an den Olympischen Jugendspielen in Buenos Aires teil und erreichte dort Rang sieben. Im Jahr darauf siegte er beim Europäischen Olympischen Jugendfestival (EYOF) in Baku in 5:49,56 min und im Dezember wurde er bei den Crosslauf-Europameisterschaften in Lissabon in 19:23 min 13. im U20-Rennen. 2021 siegte er bei den U20-Europameisterschaften in Tallinn in 8:41,36 min über 3000 m Hindernis und belegte anschließend bei den U20-Weltmeisterschaften in Nairobi in 3:40,36 min den vierten Platz im 1500-Meter-Lauf. Im Dezember wurde er bei den Crosslauf-Europameisterschaften in Dublin in 18:24 min Vierter im U20-Rennen. 2022 gelangte er bei den Ibero-Amerikanischen Meisterschaften in La Nucia mit 9:12,24 min auf Rang 13 im Hindernislauf und im Dezember wurde er bei den Crosslauf-EM in Turin nach 25:00 min 33. im U23-Rennen. Bei den Crosslauf-Weltmeisterschaften 2023 in Bathurst gelangte er mit der Mixed-Staffel mit 25:14 min auf Rang elf. Im Juli belegte er bei den U23-Europameisterschaften in Espoo in 3:44,85 min den fünften Platz über 1500 Meter und bei den Crosslauf-Europameisterschaften 2024 in Antalya wurde er in 19:36 min 47. im U23-Rennen. Im Jahr darauf belegte er bei den World University Games in Bochum in 3:46,85 min den vierten Platz über 1500 Meter.
2025 wurde Oriach spanischer Hallenmeister im 3000-Meter-Lauf.

## Persönliche Bestzeiten
- 1500 Meter: 3:32,81 min, 4. Juli 2025 in Tomblaine
  - 1500 Meter (Halle): 3:39,03 min, 28. Februar 2025 in Madrid
- 3000 Meter: 7:55,65 min, 8. Mai 2021 in Ibiza
  - 3000 Meter (Halle): 7:43,01 min, 7. Februar 2025 in Valencia
- 3000 m Hindernis: 8:41,36 min, 18. Juli 2021 in Tallinn